# Baloldali Párt (Szlovénia)
A Baloldali Párt (szlovénul: Levica) egy szlovéniai öko szocialista, baloldali párt. A párt 2017. június 24-én alapult meg, ami a Szlovén Egyesült Baloldal nevű választási koalíció utódja.

## Történetek
A párt története az Egyesült Baloldalig húzódik vissza, ami a Demokratikus Munkáspárt, a Demokratikus Szocializmus Kezdeményezése és a Szlovénia Fenntartható Fejlődése Párt közös szövetségéből jött létre. Egy újabb csoport is létrejött, amit civil szervezetek és mozgalmak illetve magánszemélyek támogattak. Az új párt a 2012-2013-as szlovéniai tüntetések hatására erősödött meg, alternatívát kínálva a hagyományos politikai elittel szemben. A pártszövetség a 2014-es szlovéniai választáson a szavazatok 5,97%-val bejutott a Szlovén Parlamentbe 6 mandátumot szerezve.
2017. június 24-én az egyesülés a három párt között megtörtént és létrejött, A Baloldal. Ezen a napon volt egyben az új párt első kongresszusa. A párt koordinátora Luka Mesec lett.

## Ideológiája

### Külpolitika
A párt elődje, 2014-ben az Egyesült Baloldal javaslatot tett Palesztina diplomáciai elismerésére.

### Szociálpolitika
A párt javaslatot tett hogy a hátrányos helyzetű családok gyerekeinek ingyenes iskolai menzát biztosítsanak. Törvényt terjesztettek be a kender ipari termesztésére az élelmiszeripar számára. Javaslatot tettek 2017-ben hogy az ön-foglalkoztatottak jogosultak legyenek a táppénzre, a törvényjavaslatot leszavazta az egészségügyi minisztérium. A minimálbér 20%-os emelésére tettek javaslatot.

## Választási eredmények

### Szlovén parlament
| Választások | Szavazatok száma | %    | Mandátumok | Pozíció     | Pártelnök  |
| ----------- | ---------------- | ---- | ---------- | ----------- | ---------- |
| 2014        | 52,198           | 5.97 | 6 / 90     | Ellenzék    | Luka Mesec |
| 2018        | 83,108           | 9.33 | 9 / 90     | Ellenzék    | Luka Mesec |
| 2022        | 53,234           | 4.46 | 5 / 90     | Kormánypárt | Luka Mesec |